# Bataille de Ceza
Rébellion des uSuthu de 1887-1888
Batailles
Guerre civile zouloue de 1883-1884
- Msebe
- oNdini
- Tshaneni

Rébellion des uSuthu de 1887-1888
- Ceza
- Ivuna
- Hlophekhulu

La bataille de Ceza est livrée le 2 juin 1888, au KwaZulu-Natal, en Afrique du Sud, pendant la rébellion des uSuthu de 1887-1888. Elle voit la victoire des rebelles uSuthu sur les Britanniques et leurs alliés. 
Cette bataille est la dernière remportée par les Zoulous sur une troupe régulière britannique

## Sources
- (en) John Laband, The atlas of the later Zulu wars : 1883-1888, Pietermaritzburg Johannesburg, University of Natal Press Distributed by Thorold's Africana Books, 2001, 140 p. (ISBN 978-0-869-80998-3)